# Churrascaria
Pour la discothèque, voir  Churascaïa.
Cet article possède un paronyme, voir Churascaïa.

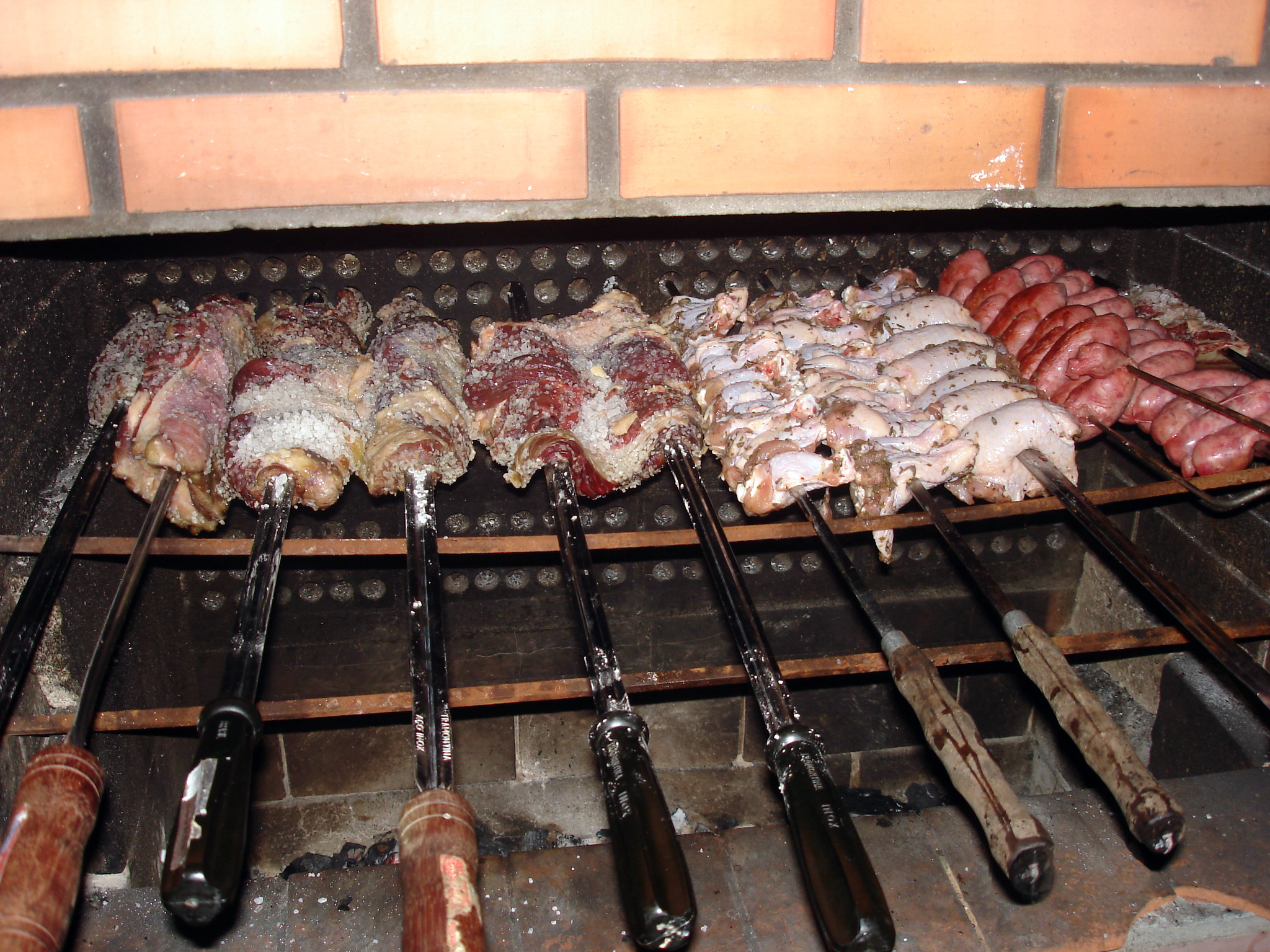
Churrasco.

Une churrascaria est, au Brésil et au Portugal, un restaurant à viande, spécialisé dans les churrasco.

## Présentation
Outre la qualité de la viande, au Brésil, la particularité de ce type de restaurant est d'afficher une carte de prix sans limiter les variétés ou les quantités consommées. Il tient aussi dans son mode de service : les serveurs, généralement vêtus de l'habit traditionnel des gauchos, font le tour des tables avec brochettes et couteaux pour remplir les assiettes de morceaux ou de lamelles de viande finement tranchées sous les yeux des clients. Ces derniers peuvent faire comprendre si oui ou non ils veulent être resservis grâce à un insigne à double face posé sur la table : face verte pour plus de viande, face rouge quand ils en ont suffisamment consommé.
L'accompagnement des viandes, fait de légumes variés, se sert au buffet.
Les boissons et les desserts sont servis aux choix des consommateurs, moyennant dans certains cas (vins en particulier) un supplément de prix affiché.